# Дечак и Алфа
„Дечак и Алфа” је југословенски документарни телевизијски филм из 1994. године. Режирала га је Татјана Бабовић која је написала и сценарио.